# Saison 2018 de l'équipe cycliste Novo Nordisk
La saison 2018 de l'équipe cycliste Novo Nordisk est la onzième de cette équipe.

## Préparation de la saison 2018

### Sponsors et financement de l'équipe
L'équipe porte depuis 2013 le nom de son principal sponsor, l'entreprise pharmaceutique danoise Novo Nordisk. En fin d'année 2017, celle-ci s'est engagée avec l'équipe jusqu'en 2019.
Les coureurs de Novo Nordisk revêtent cette saison une nouvelle tenue. Alors que le maillot était principalement blanc depuis 2013, il est désormais bleu marine, traversé sur le torse par une bande bleu clair. Il n'arbore pas le logo du sponsor, mais « Changing Diabetes », un programme d'actions de Novo Nordisk sur le diabète. Ce maillot est fourni par l'entreprise italienne GSG.

### Arrivées et départs
Quatre coureurs quittent l'équipe à l'intersaison, tandis que deux sont recrutés, de sorte que l'effectif passe de 18 à 16 coureurs. Corentin Cherhal, Gerd De Keijzer, Javier Megias et Martijn Verschoor n'ont pas été conservés. Les deux recrues sont Sam Brand et Emanuel Mini, issus de l'équipe formatrice Novo Nordisk Development. Sam Brand était stagiaire de Novo Nordisk en fin de saison 2017.
| Arrivées     | Équipe 2017              |
| ------------ | ------------------------ |
| Sam Brand    | Novo Nordisk Development |
| Emanuel Mini | Novo Nordisk Development |

| Départs           | Équipe 2017 |
| ----------------- | ----------- |
| Corentin Cherhal  | OC Locminé  |
| Gerd de Keijzer   |             |
| Javier Mejías     | retraite    |
| Martijn Verschoor | retraite    |

## Coureurs et encadrement technique

### Effectif
| Cycliste             | Date de naissance | Nationalité | Équipe 2017              |  |
| -------------------- | ----------------- | ----------- | ------------------------ |  |
| Mehdi Benhamouda     | 2 janvier 1995    | France      | Novo Nordisk             |  |
| Sam Brand            | 27 février 1991   | Royaume-Uni | Novo Nordisk Development |  |
| Fabio Calabria       | 27 août 1987      | Australie   | Novo Nordisk             |  |
| Stephen Clancy       | 19 juillet 1992   | Irlande     | Novo Nordisk             |  |
| Romain Gioux         | 6 septembre 1986  | France      | Novo Nordisk             |  |
| Joonas Henttala      | 17 septembre 1991 | Finlande    | Novo Nordisk             |  |
| Brian Kamstra        | 5 juillet 1993    | Pays-Bas    | Novo Nordisk             |  |
| David Lozano         | 21 décembre 1988  | Espagne     | Novo Nordisk             |  |
| Reid McClure         | 10 novembre 1995  | Canada      | Novo Nordisk             |  |
| Emanuel Mini         | 14 juin 1986      | Argentine   | Novo Nordisk Development |  |
| Andrea Peron         | 28 octobre 1988   | Italie      | Novo Nordisk             |  |
| Charles Planet       | 30 octobre 1993   | France      | Novo Nordisk             |  |
| Umberto Poli         | 27 août 1996      | Italie      | Novo Nordisk             |  |
| Quentin Valognes     | 19 juin 1996      | France      | Novo Nordisk             |  |
| Rik van IJzendoorn   | 22 août 1987      | Pays-Bas    | Novo Nordisk             |  |
| Christopher Williams | 10 novembre 1981  | Australie   | Novo Nordisk             |  |

## Bilan de la saison

### Résultats sur les courses majeures
Les tableaux suivants représentent les résultats de l'équipe dans les principales courses du calendrier international dans lesquelles l'équipe bénéficie d'une invitation (les cinq classiques majeures et les trois grands tours). Pour chaque épreuve est indiqué le meilleur coureur de l'équipe, son classement ainsi que les accessits glanés par Novo Nordisk sur les courses de trois semaines.

#### Classiques
| Classique            | Milan-San Remo | Tour des Flandres | Paris-Roubaix | Liège-Bastogne-Liège | Tour de Lombardie |
| -------------------- | -------------- | ----------------- | ------------- | -------------------- | ----------------- |
| Coureur (classement) |                |                   |               |                      |                   |

#### Grands tours
| Grand tour           | Tour d'Italie | Tour de France | Tour d'Espagne |
| -------------------- | ------------- | -------------- | -------------- |
| Coureur (classement) |               |                |                |
| Accessits            | -             | -              | -              |